# 香月町
香月町（かつきちょう）は、1889年4月1日から1955年4月1日まで福岡県遠賀郡にあった町。現在の北九州市八幡西区の一部にあたる。

## 地理
河川：遠賀川、黒川

## 歴史
- 1889年（明治22年）4月1日 - 遠賀郡楠橋村、香月村、馬場山村、畑村が合併し香月村が設立[2][3]。
- 1931年（昭和6年）4月1日 - 町制施行し香月町となる[2][3]。
- 1955年（昭和30年）4月1日 - 八幡市に編入され消滅[2][3]。